# Sommer-Paralympics 1988/Judo
Bei den Sommer-Paralympics 1988 in Seoul fanden zum ersten Mal auch Wettkämpfe im Judo statt. Es wurden in insgesamt sechs Wettbewerben Medaillen vergeben.

## Männer

### Superleichtgewicht (bis 60 kg)
| Platz | Land | Athlet            |
| ----- | ---- | ----------------- |
| 1     | GBR  | Simon Jackson     |
| 2     | JPN  | Mokoto Shinkawa   |
| 3     | BRA  | Jaime De Oliveira |
| 3     | USA  | John Allen        |

### Halbleichtgewicht (bis 65 kg)
| Platz | Land | Athlet           |
| ----- | ---- | ---------------- |
| 1     | JPN  | Shinichi Ishizue |
| 2     | FRA  | Rene Duchemin    |
| 3     | BRA  | Júlio Silva      |
| 3     | CAN  | Pier Morten      |

### Leichtgewicht (bis 71 kg)
| Platz | Land | Athlet       |
| ----- | ---- | ------------ |
| 1     | KOR  | Yu Sung An   |
| 2     | JPN  | Norio Kato   |
| 3     | GBR  | Paul Lewis   |
| 3     | CAN  | Eddie Morten |

### Halbmittelgewicht (bis 78 kg)
| Platz | Land | Athlet         |
| ----- | ---- | -------------- |
| 1     | JPN  | Takio Ushikubo |
| 2     | KOR  | Do Sang Yu     |
| 3     | GBR  | Terence Powell |
| 3     | USA  | David McKinley |

### Mittelgewicht (bis 86 kg)
| Platz | Land | Athlet              |
| ----- | ---- | ------------------- |
| 1     | JPN  | Yasuhiro Uwano      |
| 2     | GBR  | David Hurst         |
| 3     | SWE  | Kenneth Henningsson |
| 3     | FRA  | Daniel Fourcade     |

### Schwergewicht (über 95 kg)
| Platz | Land | Athlet                    |
| ----- | ---- | ------------------------- |
| 1     | JPN  | Masakazu Saito            |
| 2     | ITA  | Walter Monti              |
| 3     | BRA  | Leonel Cunha Moraes Filho |
| 3     | GBR  | David Hodgkins            |

## Medaillenspiegel Judo
| Medaillenspiegel Judo | Medaillenspiegel Judo  | Medaillenspiegel Judo | Medaillenspiegel Judo | Medaillenspiegel Judo | Medaillenspiegel Judo |
| Platz                 | Land                   | G                     | S                     | B                     | Gesamt                |
| --------------------- | ---------------------- | --------------------- | --------------------- | --------------------- | --------------------- |
| 01                    | Japan                  | 4                     | 2                     | –                     | 6                     |
| 02                    | Vereinigtes Königreich | 1                     | 1                     | 3                     | 5                     |
| 03                    | Südkorea               | 1                     | 1                     | –                     | 2                     |
| 04                    | Frankreich             | –                     | 1                     | 2                     | 3                     |
| 05                    | Italien                | –                     | 1                     | –                     | 1                     |
| 06                    | Brasilien              | –                     | –                     | 3                     | 3                     |
| 07                    | Kanada                 | –                     | –                     | 2                     | 2                     |
| 07                    | Vereinigte Staaten     | –                     | –                     | 2                     | 2                     |
| 09                    | Schweden               | –                     | –                     | 1                     | 1                     |